# جيروم ر. بريغهام
جيروم ر. بريغهام (بالإنجليزية: Jerome R. Brigham)‏ هو محامي وسياسي أمريكي، ولد في 21 يوليو 1825، وتوفي في 21 يناير 1897. انتخب عضو جمعية ولاية ويسكونسن.